# Epigino

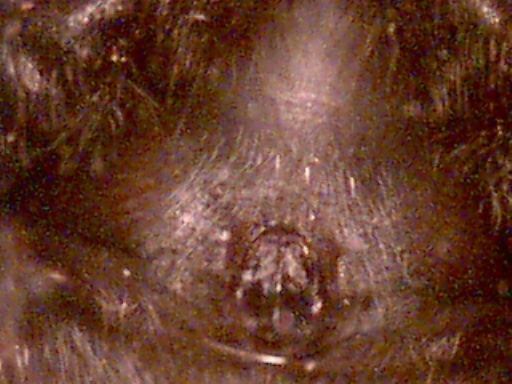
Epìgino del ragno salticida Phidippus johnsoni

L'epigino (pronuncia corretta epìgino) è la piastra che ricopre l'orifizio genitale femminile nei ragni. Il termine deriva dal greco ἐπί, epì, cioè sopra, e γυνή, gynè, cioè femmina, donna.
Ricopre un interesse particolare fra gli aracnologi in quanto la forma esatta dell'epigino in molti generi è l'unico motivo discriminante nella corretta identificazione della specie. Negli esemplari maschi riveste la stessa importanza tassonomica la forma dei palpi.
Tutto questo riveste una particolare importanza nel sistema di riproduzione particolare che hanno questi animali: infatti il maschio produce lo sperma, lo depone su un piccolo pezzo di tela e lo risucchia nei palpi con i quali lo depositerà nell'epìgino femminile. I palpi devono essere della forma adeguata perché la femmina accetti di essere fecondata.